# Pietro Priuli
Pietro Priuli (ur. 14 marca 1669 w Wenecji, zm. w styczniu 1728 tamże) – włoski duchowny katolicki, kardynał, biskup Bergamo.

## Życiorys
17 maja 1706 Klemens XI wyniósł go do godności kardynalskiej. 14 maja 1708 został wybrany biskupem Bergamo, którym pozostał już do śmierci. 1 lipca 1708 w Rzymie przyjął sakrę z rąk papieża Klemensa XI (współkonsekratorami byli kardynałowie Fulvio Astalli i Pietro Ottoboni). Wziął udział w Konklawe 1721 i 1724, wybierających Innocentego XIII i Benedykta XIII.